# Kerkbrug (Ouderkerk aan de Amstel)
De Kerkbrug is een houten ophaalbrug in het centrum van het Noord-Hollandse dorp Ouderkerk aan de Amstel en voert over de Bullewijk. De brug verbindt de Kerkstraat in het centrum van het dorp met de Ronde Hoep-oost en de Kerkstraat gaat na de brug over in de Achterdijk. De brug ligt daar, in vrijwel ongewijzigde vorm, al sinds 1649 en is een Rijksmonument (nummer 31977).
De brug verving in 1649 de Benninghdam die er al sinds 1524 lag. Deze dam lag op de plaats van de huidige Benningbrug. Voor voetgangers bestond al eerder een kleine brug ook met de naam Kerkbrug maar lag meer richting Amstel. In 1890 werd het beheer van de brug overgenomen door de provincie en werden de brughoofden vernieuwd. In 1946 werd de brug na een aanrijding gewijzigd van een boog in een rechthoek. De laatste restauratie vond plaats in 2007 waarbij onder meer het brugdek werd vernieuwd.
De brug wordt in de wandelgangen ook wel de Korte Brug genoemd, dit ter onderscheid van de Lange brug die vroeger over de Amstel lag ten zuiden van de huidige brug tussen de Burgemeester Stramanweg en de Oranjebaan. De brug en het slaghek, dat alleen aan de zijde van de Achterdijk aanwezig is, wordt nog handmatig door middel van een wiel bediend en de brugwachter kan worden gewaarschuwd als de brug voor de scheepvaart moet worden geopend door middel van een intercom op beide steigers voor de brug. Deze scheepvaart komt na de brug in westelijke richting in de Amstel uit en in oostelijke richting wordt de Bullewijk gevolgd. 
De brug is vernoemd naar de in de nabijheid gelegen Amstelkerk aan de Kerkstraat. 

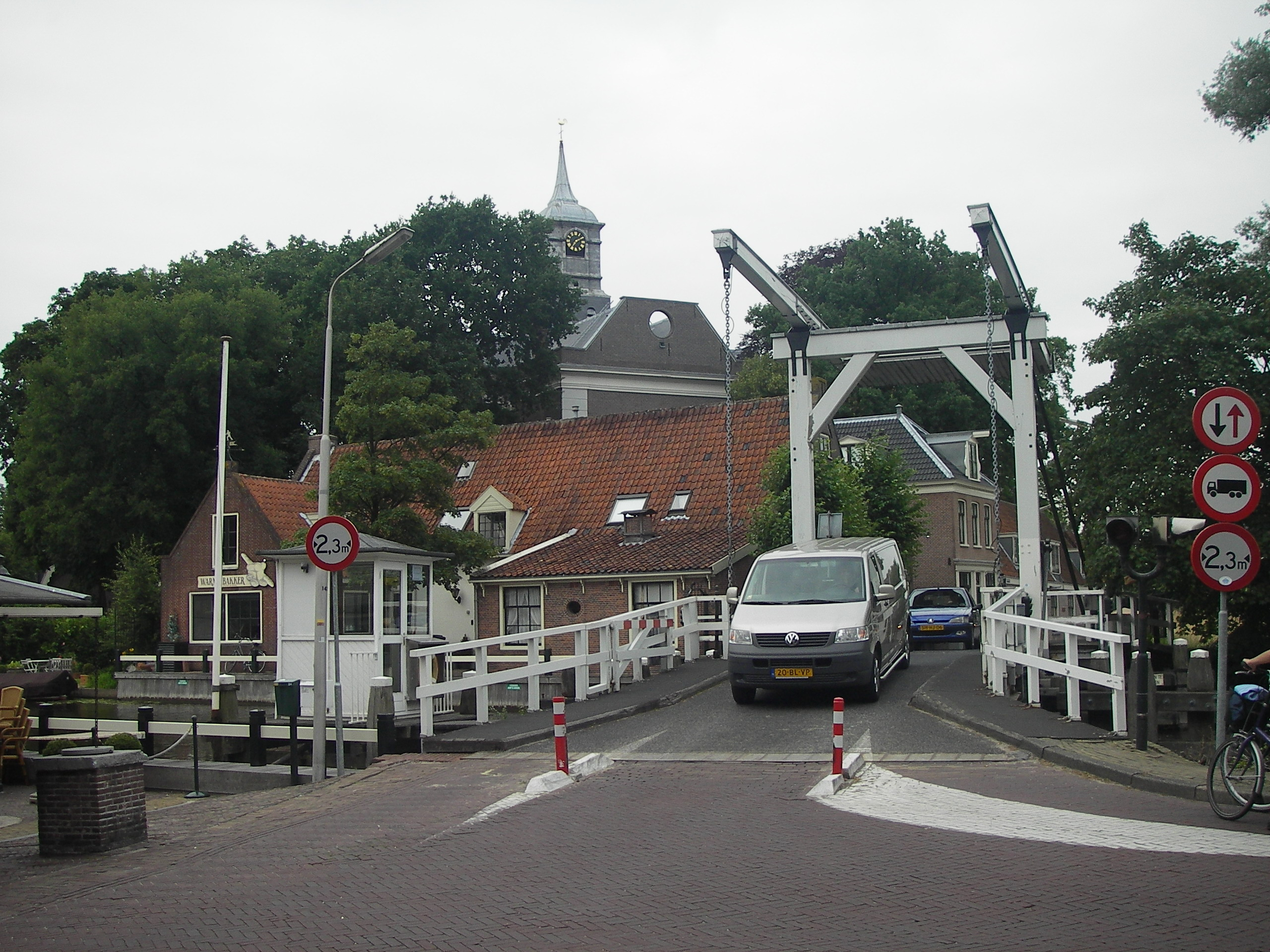